# Pandemia de COVID-19 en Sudáfrica
El primer caso de la Pandemia de COVID-19 en Sudáfrica se confirmó el 5 de marzo de 2020, en relación con un varón en la provincia de KwaZulu-Natal, que había regresado recientemente de Italia. El primer fallecimiento en el país fue confirmado el día 27 de marzo de 2020.
El Presidente de Sudáfrica, Cyril Ramaphosa, declaró estado nacional de desastre, anunciando medidas tales como restricciones inmediatas de los viajes y el cierre de escuelas a nivel nacional. Luego se anunció una cuarentena nacional, a partir del 26 de marzo de 2020.
Hasta el 20 de febrero de 2022, se contabiliza la cifra de 3,658,547 casos confirmados, 98,667 fallecidos y 3,522,732 recuperados del virus.

## Antecedentes

### Marzo 2020
El 1 de marzo, el primer paciente más tarde confirmado con COVID-19 en Sudáfrica, regresó con su esposa y 8 personas más de la Ciudad Metropolitana de Milán en Italia. El 3 de marzo, el paciente notificó con síntomas a un médico general privado y se aisló; el médico se aisló a sí misma también. El 5 de marzo, el ministro de Salud, Zweli Mkhize, anunció el primer caso confirmado.
El 15 de marzo, el presidente de Sudáfrica Cyril Ramaphosa, declaró el estado nacional de desastre dado que se habían registrado 61 contagios y se presumía que podía existir transmisión interna. y anunció medidas como restricciones inmediatas a los viajes, controles estrictos de aquellas personas que hubieran regresado de zonas de alto riesgo, como Italia, y el cierre de escuelas a partir del 18 de marzo.
El 19 de marzo, el ministro de Salud sugirió que dos tercios de la población sudafricana podrían contraer el virus, una predicción en consonancia con las estimaciones de Europa sobre la infección de la población. 
El 20 de marzo, la provincia del Estado Libre registró siete casos, convirtiéndose en la sexta de las nueve provincias de Sudáfrica en infectarse. De los siete casos, cinco eran del extranjero (Israel, Francia y Texas) que se habían congregado para una reunión de la iglesia a la que asistieron 200 personas. El Aeropuerto Internacional O. R. Tambo instituyó el aislamiento de los extranjeros a su llegada y devolviéndolos a sus países de origen. 
El 23 de marzo, se anunció un aislamiento social o cuarentena de alcance nacional.
El 27 de marzo, Mkhize anunció la primera muerte confirmada en Sudáfrica a causa del COVID-19.

### Abril 2020
El 1 de abril, investigadores del NICD y del Instituto Nacional de Bioinformática de Sudáfrica de la Universidad de Cabo Occidental publicaron la secuencia genética del SARS-CoV-2 de un paciente COVID-19 sudafricano. camionetas pick-up dispensaron desinfectante de manos libres en Alexandra a principios de abril. 
El 9 de abril se anunció que los miembros del gabinete de Sudáfrica, entre los que se incluyen el presidente, el vicepresidente, los Ministros y los Viceministros, donarían un tercio de sus salarios durante tres meses a un fondo de solidaridad. 
El 10 de abril, los expertos en salud se sorprendieron de la drástica desaceleración de la tasa diaria de nuevos casos en las dos semanas anteriores, sin embargo, se temía que esta desaceleración pueda desencadenar la complacencia. Mkhize recomendó que el público en general usara máscaras faciales de tela cuando se salga a la calle
El 12 de abril, hubo un aumento de más de 145 (7,1%) casos incluyendo 23 funcionarios y 3 prisioneros en el Centro Correccional del Este de Londres. 
El 13 de abril, el presidente del Comité Consultivo Ministerial sobre COVID-19 Salim Abdool Karim indicó que el bloqueo había sido efectivo en el retraso de las transmisiones. También describió el plan de 8 etapas del país para combatir el coronavirus. Esto incluía criterios para extender o facilitar el bloqueo.

### Mayo 2020
Ramaphosa anunció que a partir del 1 de mayo  comenzaría una reducción gradual y paulatina de las restricciones, reduciendo el nivel de alerta nacional a 4. A partir del 1 de junio, las restricciones nacionales se reducirán al nivel 3. Se proyecta reanudar la actividad escolar a partir del 8 de junio de 2020, con limitaciones respecto del número de niños por sala. Hasta el 2 de mayo de 2020, la edad promedio de los fallecidos era de 64 años.
El 19 de mayo, los científicos que asesoran al gobierno estimaron 475 muertes confirmadas por COVID-19 a finales de ese mes, y más de cuarenta mil muertes en noviembre. También estimaron que podría haber camas insuficientes de la UCI para junio o julio. Los científicos afirmaron que estas estimaciones estaban sujetas a desviaciones y se basaban en suposiciones simples y pesimistas.

### Junio 2020
El 2 de junio de 2020, el North Gauteng High Court confirmó un recurso interpuesto por Liberty Fighters Network en el que se alegaba que varias restricciones impuestas por el Gobierno no estaban racionalmente justificadas y, por lo tanto, eran ilegales.

### Julio 2020
El 12 de julio, en un mensaje a la nación, Ramaphosa anunció que había llegado el aumento previsto de los casos de coronavirus. El estado de desastre se amplió hasta el 15 de agosto y la prohibición del alcohol fue reintroducida junto con un nuevo toque de queda desde las 21:00 hasta las 4:00. La reanudación de la venta y distribución de alcohol había llevado a una mayor presión sobre los hospitales por accidentes de tráfico, traumas y violencia que ocurrieron principalmente por la noche.
El 22 de julio, el Consejo Sudafricano de Investigación Médica (SAMRC) y el Centro de Investigación Actuarial de la Universidad de Ciudad del Cabo estimaron que entre el 6 de mayo y el 14 de julio de2020 se habían producido muertes naturales en exceso en Sudáfrica. Estos representaron, en la segunda semana de julio, un aumento del 59% en las muertes naturales en comparación con el mismo período de tiempo en años anteriores. El 11,175 (65%) de estos excesos estimados de muertes naturales fueron en personas mayores de 60 años. El exceso de muertes naturales se relacionó con el COVID-19, ya sea directa o indirectamente, a través del diagnóstico y tratamiento tardíos de otras afecciones. Las muertes no naturales, por accidentes automovilísticos y asesinatos, fueron un 20% más bajas de lo esperado. 
El 23 de julio, el presidente anunció un nuevo cierre de todas las escuelas públicas por 4 semanas del 27 de julio al 24 de agosto y la extensión del año académico a 2021.

### Agosto 2020
El 15 de agosto, el presidente Ramaphosa se dirigió a la nación anunciando la aprobación del pico COVID-19, la reducción de las restricciones al nivel 2 y la extensión del estado nacional del desastre por otro mes.

### Septiembre 2020
El 16 de septiembre, el presidente hizo un discurso nacional en el que anunció la reducción de las restricciones al nivel 1, a partir del 21 de septiembre de 2020. El estado de desastre se amplió un mes más.

## Impacto

### Económico
Al comienzo del cierre nacional, el 27 de marzo, los economistas sudafricanos predijeron que la pandemia podría causar una contracción del 2,5% al 10% del PIB total de Sudáfrica en 2020. El cierre nacional y la consiguiente desaceleración económica redujeron la demanda de electricidad en más de 7500 MW, reduciendo temporalmente el impacto de la larga crisis energética sudafricana. Se estima que el gobierno experimentaría un déficit de ingresos para 2020 de entre R70 mil millones y R100 mil millones. Esto dio lugar a que el gobierno sudafricano anunciara un paquete de estímulo de 500 mil millones de dólares (26 900 millones de dólares estadounidenses) acelerando así el gasto deficitario del 6,8 % a más del 10 % del PIB para el ejercicio 2020. 
La Bolsa de Johannesburgo perdió el 15 % de su valor en la semana que terminó el 13 de marzo de 2020, su peor semana desde 1998.
El 19 de marzo, el gobernador del Banco de la Reserva de Sudáfrica, Lesetja Kganyago, anunció una reducción de la tasa de repo del país en 100 puntos básicos o 1 punto porcentual a 5,25%. El 14 de abril, se realizó una nueva reducción del 4,25% anual.
El 22 de marzo, Standard Bank anunció unas vacaciones de pago de 90 días para que las pequeñas y medianas empresas y los estudiantes trataran de protegerlos del impacto económico del brote, a partir del 1 de abril. En junio de 2020 se estimaba que el estado había perdido R1.500 millones de rand (US$89 millones) en ingresos fiscales debido a la pandemia y el bloqueo resultante.
En el primer mes del encierro, tres millones de sudafricanos habían perdido sus puestos de trabajo, contribuyendo a un aumento de la inseguridad alimentaria y la pobreza. A mediados de julio se reportó una gran escasez de alimentos en todo el país y en las zonas rurales del Cabo Oriental en particular.

### Político
La corrupción provocó un impacto negativo significativo en los esfuerzos para combatir la pandemia inflando los costos de la contratación pública, al tiempo que ha erosionado la confianza del público en las instituciones gubernamentales. Años de corrupción antes de la pandemia han reducido la capacidad del servicio de salud del país. Las incidencias de corrupción policial también aumentaron durante el período de bloqueo, ya que los funcionarios de seguridad utilizaron sus posiciones de poder ampliadas para extorsionar sobornos de miembros del público.
Sicuro Safety y Hennox Supplies fueron multados después de admitir inflar sus precios de máscaras faciales en un 900%. Se encontró que una empresa que suministraba al gobierno de Gauteng estaba cobrando el doble del precio por desinfectante y cuatro veces el precio normal de las máscaras faciales quirúrgicas. Los funcionarios del gobierno de KwaZulu-Natal fueron suspendidos por hacer compras masivamente caras de EPP y mantas. A finales de julio, el presidente Ramaphosa anunció que se aplicarían medidas para combatir la corrupción en la entrega de paquetes de alimentos y la adquisición de bienes a precios exorbitantes. La Unidad Especial de Investigación (SIU) declaró que estaba investigando una serie de transacciones sospechosas y presuntos actos de corrupción del Fondo de Alivio R500 mil millones rand COVID 19.

### Social

#### Eventos cancelados
Las actividades deportivas se vieron afectadas debido a la pandemia y tuvieron que suspender las actividades, esto incluye al Súper Rugby 2020, el Pro14 2019-20, la Liga Premier de Sudáfrica 2019-20, entre otros deportes que fueron cancelados o propuestos.
Los eventos en vivo también se vieron afectados y tuvieron que ser  cancelados u propuestos como el Festival Cultural Africano de Mangaung, el Festival Internacional de Jazz de Ciudad del Cabo y el National Arts Festival.

#### Protestas
Los miembros de las industrias de entretenimiento, restaurante, fitness y eventos organizaron una protesta nacional socialmente distancia al iluminar edificios en color rojo. La campaña #LightSAred se escenificó para poner de relieve el impacto económico negativo de las medidas de bloqueo del COVID-19 en estas industrias.

## Estadísticas

### Casos por provincias
| Cabo del Norte  | 115 088   | 3247    | 109 953   | 1888   |
| Cabo Occidental | 699 851   | 22 247  | 674 702   | 2902   |
| Cabo Oriental   | 363 429   | 16 847  | 346 049   | 533    |
| Estado Libre    | 215 666   | 7814    | 206 195   | 1657   |
| Gauteng         | 1 320 532 | 20 957  | 1 298 260 | 1315   |
| KwaZulu-Natal   | 715 498   | 16 223  | 695 642   | 3633   |
| Limpopo         | 159 390   | 4671    | 154 653   | 66     |
| Mpumalanga      | 201 603   | 4750    | 196 116   | 474    |
| Noroeste        | 201 604   | 4984    | 516 154   | 504    |
| Sudáfrica       | 3 992 661 | 101 740 | 3 877 949 | 12 972 |

## Vacunación
La vacunación contra la COVID-19 en Sudáfrica es la estrategia nacional de vacunación que está en curso desde el 17 de febrero de 2021 para inmunizar a la población contra la COVID-19 en el país, en el marco de un esfuerzo mundial para combatir la pandemia de COVID-19.